# Chrast u Chrudimi (nádraží)
Chrast u Chrudimi (dřívější název Chrast u Chrudimě) je železniční stanice v západní části města Chrast v okrese Chrudim v Pardubickém kraji poblíž řeky Ležák. Leží na jednokolejné neelektrizované trati Pardubice – Havlíčkův Brod. Do stanice byla od roku 1899 zaústěna trať Hrochův Týnec – Chrast u Chrudimi, která byla v roce 2005 zlikvidována.

## Historie
V roce 1871 dostavěla společnost Rakouská severozápadní dráha (ÖNWB) svou trať navazující na železnici Jihoseveroněmecké spojovací dráhy (SNDVB) z Liberce a Rosic nad Labem a pokračující dále přes Chrudim do Havlíčkova Brodu, pravidelný provoz na trati byl zahájen 1. června. Autorem univerzalizované podoby stanic pro celou dráhu byl architekt Carl Schlimp. Trasa byla výsledkem snahy o propojení železničních tratí v majetku ÖNWB jihozápadním směrem, tedy traťových úseků Liberec-Pardubice a hlavního tahu společnosti, železniční trati spojující Vídeň a Berlín.
25. září 1899 otevřela společnost Místní dráha Chrudimsko-Holická trať z Chrasti do Hrochova Týnce, v Chrasti také vystavěla vlastní nádraží, Chrast město. Po zestátnění ÖNWB v roce 1908 pak obsluhovala stanici jedna společnost, Císařsko-královské státní dráhy (kkStB), po roce 1918 pak správu přebraly Československé státní dráhy (týnská trať zestátněna až roku 1925).
Ve stanici bylo v roce 1950 aktivováno první reléové zabezpečovací zařízení (RZZ) na území dnešního Česka. Společně s RZZ ve slovenské stanici Kráľova Lehota (aktivace 1952) se jednalo o jediná dvě RZZ firmy Ericsson (s domácími komponenty firmy ČKD) vybudovaná v Československu. Zmiňované RZZ bylo v Chrasti u Chrudimi v provozu do roku 2005.

## Popis
Nacházejí se zde tři nekrytá úrovňová oboustranná nástupiště, k příchodu k vlakům slouží přechody přes koleje.